# 12 شوال
- السبت
- الأحد
- الاثنين
- الثلاثاء
- الأربعاء
- الخميس
- الجمعة

- 2929 مارس 2025
- 130 مارس 2025
- 231 مارس 2025
- 31 أبريل 2025
- 42 أبريل 2025
- 53 أبريل 2025
- 64 أبريل 2025
- 75 أبريل 2025
- 86 أبريل 2025
- 97 أبريل 2025
- 108 أبريل 2025
- 119 أبريل 2025
- 1210 أبريل 2025
- 1311 أبريل 2025
- 1412 أبريل 2025
- 1513 أبريل 2025
- 1614 أبريل 2025
- 1715 أبريل 2025
- 1816 أبريل 2025
- 1917 أبريل 2025
- 2018 أبريل 2025
- 2119 أبريل 2025
- 2220 أبريل 2025
- 2321 أبريل 2025
- 2422 أبريل 2025
- 2523 أبريل 2025
- 2624 أبريل 2025
- 2725 أبريل 2025
- 2826 أبريل 2025
- 2927 أبريل 2025
- 3028 أبريل 2025
- 129 أبريل 2025
- 230 أبريل 2025
- 31 مايو 2025
- 42 مايو 2025

12 شوَّال أو 12 شوَّال المُکَرَّم أو 12 شوَّال المكرَّمة أو يوم 12 \ 10 (اليوم الثاني عشر من الشهر العاشر) هو اليوم الثامن والسبعون بعد المائتين (278) من أيَّام السنة (أو التاسع والسبعون بعد المائتين لو كان شهر شعبان مُتممًا لليوم الثلاثين أو الثمانون بعد المائتين لو أتم كلًا من صفر وربيع الآخر وجمادى الآخرة وشعبان ثلاثين يومًا) وفق التقويم الهجري القمري (العربي). يبقى بعده 76 أو 77 يومًا لانتهاء السنة.

## أحداث
- 262 هـ - الثائر عبد الرحمن بن مروان الجليقي ينتصر على القوات الأندلسية في منطقة بطليوس، ويأسر قائد الأندلسيين هاشم بن عبد العزيز. والجليقي هو أحد الثائرين في بطليوس، ابتدع دينًا جديدًا يعدّ خليطًا بين الإسلام والنصرانية، وقد سانده النصارى لإضعاف شوكة المسلمين في الأندلس.
- 1243 هـ - الإمبراطورية الروسية تعلن الحرب على الدولة العثمانية وتتمكن من إخراجهم من السواحل الشرقية للبحر الأسود، وتحتل رومانيا التي كانت تابعة للعثمانيين.
- 1288 هـ - تقديم العرض الأول لأوبرا عايدة في القاهرة.
- 1346 هـ - انعقاد أولى جلسات أول مجلس تشريعي في الأردن.
- 1348 هـ - المهاتما غاندي يقود مسيرة 200 ميل، والمعروفة باسم مسيرة الملح، إلى البحر في تحد للمعارضة البريطانية، احتجاجا على احتكار البريطانيين للملح.
- 1370 هـ - أفراد من الحزب السوري القومي الاجتماعي يغتالون رئيس وزراء لبنان رياض الصلح في العاصمة الأردنية عمّان وذلك انتقاما لإعدام أنطون سعادة.
- 1381 هـ - التوقيع على اتفاقيات إيفيان بين الحكومة الجزائرية المؤقتة وفرنسا، وبناءً عليه تم وقف إطلاق النار بينهما والاتفاق على أن تتولى شئون الجزائر حكومة مؤقتة.
- 1393 هـ - مصر والولايات المتحدة تستأنفان العلاقات الدبلوماسية الكاملة بينهما بعد قطيعة استمرت نحو ستة سنوات منذ حرب النكسة.
- 1394 هـ - مؤتمر القمة العربي الثامن المنعقد في الرباط يقرر اعتبار منظمة التحرير الفلسطينية الممثل الشرعي والوحيد للشعب العربي الفلسطيني.
- 1395 هـ - الملك المغربي الحسن الثاني بن محمد يعلن عزمه القيام بمسيرة شعبية ضخمة إلى الصحراء المغربية لتحريرها، بعدما أعلنت محكمة العدل الدولية أنها أرض مغربية.
- 1431 هـ - وقوع معركة الحوطة بين الجيش اليمني مع اللجان الشعبية ضد تنظيم القاعدة.
- 1436 هـ - محكمة استئناف العاصمة الليبيَّة طرابُلس الغرب تقضي بِإعدام رئيس مُخابرات نظام القذافي عبد الله السنوسي ورئيس وزرائه البغدادي المحمودي ونجله سيف الإسلام القذافي رميًا بالرصاص.
- 1438 هـ -
  - قائد الجيش الليبي المشير خليفة حفتر يُعلن في خطابٍ مُوجَّه إلى الشعب الليبي سيطرة الجيش على مدينة بنغازي بشكلٍ كامل مُختتمًا بذلك حملة استمرَّت ثلاثة أعوام لإعادة السيطرة على المدينة.
  - مُنظمة الأُمم المُتحدة لِلتربية والعلم والثقافة (اليونسكو) تُدرج البلدة القديمة في مدينة الخليل والمسجد الإبراهيمي على قائمة التراث العالمي المهدد بالخطر بعد أن حصلا على أغلبية أصوات الدول المشاركة في التصويت.
- 1444 هـ - وفاة الأسير الفلسطيني خضر عدنان في سجون الاحتلال، بعد إضراب عن الطعام دام لمدة 87 يومًا احتجاجًا على اعتقاله إداريًا.

## مواليد
- 845 هـ - عبد القادر النعيمي، عالم مسلم وكاتب شامي.
- 1276 هـ - تيودور هرتزل، مؤسس الحركة الصهيونية.
- 1348 هـ - محمد كاظم القزويني، عالم شيعي وخطيب حسيني عراقي.
- 1365 هـ - خليل أرغون، ممثل تركي.
- 1387 هـ - عبد الله ديدان، ممثل مغربي.
- 1398 هـ - يوسف الشريف، ممثل مصري.
- 1399 هـ -
  - أحمد إيراج، ممثل كويتي.
  - نادين الراسي، ممثلة لبناني.

## وفيات
- 300 هـ - عبيد الله بن عبد الله الخزاعي، أمير وأديب وشاعر طاهري.
- 1030 هـ - محمد بن حسين الحارثي المعروف باسم الشيخ البهائي، عالم مسلم وشيخ الإسلام في الدولة الصفوية.
- 1370 هـ - رياض الصلح، أول رئيس وزراء للبنان في عهد الاستقلال.
- 1380 هـ - حسين البروجردي، عالم وفقيه ومرجع شيعي إيراني.
- 1421 هـ - شارل حلو، رئيس الجمهورية اللبنانية الرابع.
- 1429 هـ - محمد جواد السهلاني، فقيه مسلم وشاعر عراقي سوري.
- 1434 هـ - مساعد بن عبد العزيز آل سعود، أمير سعودي.
- 1443 هـ - خليفة بن زايد آل نهيان، ثاني رؤساء الإمارات العربية المتحدة.
- 1444 هـ - خضر عدنان، أسير فلسطيني.

## وصلات خارجية
- موقع قصة الإسلام: حدث في شهر شوَّال.